# Campionato europeo maschile under 22 di pallavolo 2024
Il campionato europeo maschile under 22 di pallavolo 2024, seconda edizione del torneo, si è svolta dal 9 al 14 luglio 2024 ad Apeldoorn e Groninga nei Paesi Bassi. Al torneo hanno partecipato otto squadre nazionali under 22 europee e la vittoria finale è andata, per la prima volta, alla Francia.

## Impianti
|                                                                            |                                                                    |  |
|                                                                            |                                                                    |  |
| Omnisport Apeldoorn Città: Apeldoorn Capienza: 5 000 Anno d'apertura: 2008 | MartiniPlaza Città: Groninga Capienza: 4 350 Anno d'apertura: 1969 |  |

## Regolamento

### Formula
La formula ha previsto:
- Fase a gironi, disputata con girone all'italiana: le prime due classificate di ogni girone hanno acceduto alla fase finale.
- Fase finale, disputata con semifinali, finale per il terzo posto e finale.

### Criteri di classifica
Se il risultato finale è di 3-0 o 3-1 sono assegnati 3 punti alla squadra vincente e 0 a quella sconfitta; se il risultato finale è di 3-2 sono assegnati 2 punti alla squadra vincente e 1 a quella sconfitta.
L'ordine del posizionamento in classifica è definito in base a:
- Numero di partite vinte;
- Punti;
- Ratio dei set vinti/persi;
- Ratio dei punti realizzati/subiti;
- Risultati degli scontri diretti.

## Squadre partecipanti
| Squadra     | Qualificazione                                  | Ultima partecipazione |
| ----------- | ----------------------------------------------- | --------------------- |
| Francia     | 1ª al torneo di qualificazione (girone E)       | Polonia 2022          |
| Italia      | 1ª al torneo di qualificazione (girone A)       | Polonia 2022          |
| Paesi Bassi | Paese organizzatore                             | Polonia 2022          |
| Polonia     | 1ª al torneo di qualificazione (girone D)       | Polonia 2022          |
| Portogallo  | Migliore 2ª al torneo di qualificazione         | Debutto               |
| Rep. Ceca   | 1ª al torneo di qualificazione (girone C)       | Debutto               |
| Spagna      | 1ª al torneo di qualificazione (girone B)       | Debutto               |
| Ungheria    | Seconda migliore 2ª al torneo di qualificazione | Debutto               |

## Torneo

### Fase a gironi
Il sorteggio dei gironi si è tenuto il 29 gennaio 2024.
| Girone I    | Girone II  |
| ----------- | ---------- |
| Paesi Bassi | Francia    |
| Polonia     | Italia     |
| Spagna      | Portogallo |
| Ungheria    | Rep. Ceca  |

#### Girone I

##### Risultati
| 9 luglio 2024 MartiniPlaza, Groninga Durata: 1h:17 - Spettatori: 150  | Spagna      | 0 - 3 | Polonia     | 23-25, 23-25, 20-25               |
| 9 luglio 2024 MartiniPlaza, Groninga Durata: 2h:09 - Spettatori: 450  | Paesi Bassi | 3 - 2 | Ungheria    | 25-27, 25-16, 25-15, 17-25, 19-17 |
| 10 luglio 2024 MartiniPlaza, Groninga Durata: 1h:00 - Spettatori: 110 | Polonia     | 3 - 0 | Ungheria    | 25-15, 25-14, 25-21               |
| 10 luglio 2024 MartiniPlaza, Groninga Durata: 2h:23 - Spettatori: 350 | Spagna      | 2 - 3 | Paesi Bassi | 25-22, 19-25, 25-16, 23-25, 15-17 |
| 11 luglio 2024 MartiniPlaza, Groninga Durata: 1h:24 - Spettatori: 150 | Ungheria    | 3 - 0 | Spagna      | 25-19, 25-23, 25-22               |
| 11 luglio 2024 MartiniPlaza, Groninga Durata: 1h:25 - Spettatori: 600 | Polonia     | 3 - 0 | Paesi Bassi | 27-25, 25-19, 27-25               |

##### Classifica
| Pos. | Squadra     | Pt | G | V | P | SV | SP | Ratio | PF  | PS  | Ratio |
| ---- | ----------- | -- | - | - | - | -- | -- | ----- | --- | --- | ----- |
| 1.   | Polonia     | 9  | 3 | 3 | 0 | 9  | 0  | MAX   | 229 | 185 | 1,238 |
| 2.   | Paesi Bassi | 4  | 3 | 2 | 1 | 6  | 7  | 0,857 | 285 | 286 | 0,997 |
| 3.   | Ungheria    | 4  | 3 | 1 | 2 | 5  | 6  | 0,833 | 225 | 250 | 0,900 |
| 4.   | Spagna      | 1  | 3 | 0 | 3 | 2  | 9  | 0,222 | 237 | 255 | 0,929 |

      Qualificata alle semifinali.

#### Girone II

##### Risultati
| 9 luglio 2024 Omnisport Apeldoorn, Apeldoorn Durata: 1h:42 - Spettatori: 50   | Italia     | 3 - 1 | Rep. Ceca  | 25-19, 25-18, 23-25, 25-18        |
| 9 luglio 2024 Omnisport Apeldoorn, Apeldoorn Durata: 1h:47 - Spettatori: 100  | Francia    | 1 - 3 | Portogallo | 25-18, 21-25, 22-25, 22-25        |
| 10 luglio 2024 Omnisport Apeldoorn, Apeldoorn Durata: 2h:06 - Spettatori: 50  | Rep. Ceca  | 2 - 3 | Portogallo | 11-25, 25-21, 25-23, 19-25, 13-15 |
| 10 luglio 2024 Omnisport Apeldoorn, Apeldoorn Durata: 1h:41 - Spettatori: 100 | Italia     | 1 - 3 | Francia    | 25-15, 20-25, 21-25, 15-25        |
| 11 luglio 2024 Omnisport Apeldoorn, Apeldoorn Durata: 1h:13 - Spettatori: 80  | Rep. Ceca  | 0 - 3 | Francia    | 18-25, 20-25, 20-25               |
| 11 luglio 2024 Omnisport Apeldoorn, Apeldoorn Durata: 1h:48 - Spettatori: 100 | Portogallo | 1 - 3 | Italia     | 17-25, 27-25, 18-25, 21-25        |

##### Classifica
| Pos. | Squadra    | Pt | G | V | P | SV | SP | Ratio | PF  | PS  | Ratio |
| ---- | ---------- | -- | - | - | - | -- | -- | ----- | --- | --- | ----- |
| 1.   | Francia    | 6  | 3 | 2 | 1 | 7  | 4  | 1,750 | 255 | 232 | 1,099 |
| 2.   | Italia     | 6  | 3 | 2 | 1 | 7  | 5  | 1,400 | 279 | 253 | 1,103 |
| 3.   | Portogallo | 5  | 3 | 2 | 1 | 7  | 6  | 1,167 | 285 | 283 | 1,007 |
| 4.   | Rep. Ceca  | 1  | 3 | 0 | 3 | 3  | 9  | 0,333 | 231 | 282 | 0,819 |

      Qualificata alle semifinali.

#### Tabellone
|  | Semifinali | Semifinali  | Semifinali |         |     | Finale          | Finale          | Finale          |  |
|  |            |             |            |         |     |                 |                 |                 |  |
|  | 1I         | Polonia     | 1          |         |     |                 |                 |                 |  |
|  | 1I         | Polonia     | 1          |         |     |                 |                 |                 |  |
|  | 2II        | Italia      | 3          |         |     |                 |                 |                 |  |
|  | 2II        | Italia      | 3          |         | 2II | Italia          | 2               |                 |  |
|  |            |             |            |         | 2II | Italia          | 2               |                 |  |
|  |            |             | 1II        | Francia | 3   |                 |                 |                 |  |
|  | 1II        | Francia     | 1II        | Francia | 3   | 3               |                 |                 |  |
|  | 1II        | Francia     |            |         |     | 3               |                 |                 |  |
|  | 2I         | Paesi Bassi | 0          |         |     | Finale 3º posto | Finale 3º posto | Finale 3º posto |  |
|  | 2I         | Paesi Bassi | 0          |         |     |                 |                 |                 |  |
|  |            |             |            |         |     |                 |                 |                 |  |
|  |            |             |            |         |     | 1I              | Polonia         | 3               |  |
|  |            |             |            |         |     | 1I              | Polonia         | 3               |  |
|  |            |             |            |         |     | 2I              | Paesi Bassi     | 2               |  |

#### Risultati

##### Semifinali
| 13 luglio 2024 Omnisport Apeldoorn, Apeldoorn Durata: 1h:49 - Spettatori: 250 | Polonia | 1 - 3 | Italia      | 21-25, 16-25, 26-24, 24-26 |
| 13 luglio 2024 Omnisport Apeldoorn, Apeldoorn Durata: 1h:13 - Spettatori: 550 | Francia | 3 - 0 | Paesi Bassi | 25-18, 25-20, 25-23        |

##### Finale 3º posto
| 14 luglio 2024 Omnisport Apeldoorn, Apeldoorn Durata: 1h:54 - Spettatori: 500 | Polonia | 3 - 2 | Paesi Bassi | 21-25, 22-25, 25-15, 25-21, 15-9 |

##### Finale
| 14 luglio 2024 Omnisport Apeldoorn, Apeldoorn Durata: 2h:12 - Spettatori: 400 | Italia | 2 - 3 | Francia | 19-25, 20-25, 25-14, 30-28, 20-22 |

## Classifica finale
| Pos     | Squadra     | Rosa |
| ------- | ----------- | --- |
| Oro     | Francia     | Formazione: 2 Varier, 3 Tizi-Oualou, 4 M. Henno, 5 Pasquier, 7 Feral, 8 Pujol, 9 Lopez, 10 Strehlau, 11 Léon, 12 Duthoit, 13 H. Henno, 15 Canovas, 16 Magnin, 17 Michel, CT: Francastel                      |
| Argento | Italia      | Formazione: 2 Boninfante, 5 Volpe, 6 Eccher, 7 Magliano, 9 Balestra, 10 Bartolucci, 11 A. Fanizza, 13 Barotto, 14 Orioli, 15 Staforini, 18 Iervolino, 19 Roberti, 21 Feri, 22 Loreti, CT: V. Fanizza         |
| Bronzo  | Polonia     | Formazione: 1 Majchrzak, 2 Szymendera, 3 Kędzierski, 4 Grzona, 7 Kubicki, 8 Nowik, 9 Kufka, 11 Śliwka, 12 Nowak, 13 Puczkowski, 14 Hawryluk, 15 Granieczny, 18 Biliński, 20 Zawadzki, CT: Luks               |
| 4.      | Paesi Bassi | Formazione: 1 Aleksov, 2 Wortelboer, 3 Talbott, 5 van der Pijl, 6 van Bladel, 7 Merkx, 8 Wilts, 9 Versteegen, 10 Bosma, 11 Boer, 12 Zegwaard, 14 Sleurink, 16 Hanemaaijer, 17 Ebbelaar, CT: Görtzen          |
| 5.      | Portogallo  | Formazione: 1 Leitão, 2 Infante, 3 Catarino, 5 Gomes, 6 Brito, 7 Marques, 8 Figueiredo, 9 Azenha, 11 Dias, 12 Pereira, 13 Monteiro, 15 Fernandes, CT: José                                                   |
| 6.      | Ungheria    | Formazione: 3 Garan, 5 Boldizsár, 6 Miklósi-Sikes, 9 Kövessy, 10 Tóth, 11 B. Fenyvesi, 12 D. Fenyvesi, 13 S. Török, 14 Z. Török, 15 Bogdán, 16 Kecskeméti, 17 Szalai, 18 Varga, 20 Cziczlavicz, CT: Toronyai |
| 7.      | Rep. Ceca   | Formazione: 1 Krča, 2 Zelenka, 3 Roman, 4 Tláskal, 7 Benda, 8 Sztolarik, 13 Hilšer, 14 Pastrňák, 15 Bukáček, 17 Pelikán, 19 Klimeš, 21 Leština, 25 Svoboda, 33 Struska, CT: Provazník                        |
| 8.      | Spagna      | Formazione: 1 Nieves, 2 Ribas, 3 Sánchez, 5 Arjones, 8 Losada, 10 Belda de Vial, 11 Mimoun, 14 Pérez, 15 López, 16 Fresquet, 21 Montesdeoca, 22 Marzo, 24 Gonzalo, 33 Ruda, CT: Maldonado                    |

## Premi individuali
| Premio                | Nome             | Squadra     |
| --------------------- | ---------------- | ----------- |
| MVP                   | Amir Tizi-Oualou | Francia     |
| Miglior palleggiatore | Amir Tizi-Oualou | Francia     |
| Miglior opposto       | Tommaso Barotto  | Italia      |
| Miglior schiacciatore | Hilir Henno      | Francia     |
| Miglior schiacciatore | Mathis Henno     | Francia     |
| Miglior centrale      | Jakub Majchrzak  | Polonia     |
| Miglior centrale      | Beau Wortelboer  | Paesi Bassi |
| Miglior libero        | Matteo Staforini | Italia      |

## Statistiche
| Rendimento individuale | Rendimento individuale | Rendimento individuale | Rendimento individuale |
| Pos.                   | Nome                   | Punti                  | Squadra                |
| ---------------------- | ---------------------- | ---------------------- | ---------------------- |
| 1                      | Tommaso Barotto        | 112                    | Italia                 |
| 2                      | Hilir Henno            | 87                     | Francia                |
| 3                      | Guus Boer              | 74                     | Paesi Bassi            |
| 4                      | Mathis Henno           | 72                     | Francia                |
| 5                      | Tytus Nowik            | 71                     | Polonia                |

| Attacchi vincenti | Attacchi vincenti | Attacchi vincenti | Attacchi vincenti |
| Pos.              | Nome              | Punti             | Squadra           |
| ----------------- | ----------------- | ----------------- | ----------------- |
| 1                 | Tommaso Barotto   | 93                | Italia            |
| 2                 | Guus Boer         | 65                | Paesi Bassi       |
| 2                 | Hilir Henno       | 65                | Francia           |
| 4                 | Tytus Nowik       | 61                | Polonia           |
| 5                 | Thomas Sleurink   | 58                | Paesi Bassi       |

| Muri vincenti | Muri vincenti   | Muri vincenti | Muri vincenti |
| Pos.          | Nome            | Punti         | Squadra       |
| ------------- | --------------- | ------------- | ------------- |
| 1             | Beau Wortelboer | 18            | Paesi Bassi   |
| 2             | Jakub Majchrzak | 13            | Polonia       |
| 3             | Hilir Henno     | 12            | Francia       |
| 4             | Antonín Klimeš  | 10            | Rep. Ceca     |
| 4             | Jakub Nowak     | 10            | Polonia       |

| Battute vincenti | Battute vincenti | Battute vincenti | Battute vincenti |
| Pos.             | Nome             | Punti            | Squadra          |
| ---------------- | ---------------- | ---------------- | ---------------- |
| 1                | Tommaso Barotto  | 10               | Italia           |
| 1                | Hilir Henno      | 10               | Francia          |
| 3                | Bruno Dias       | 9                | Portogallo       |
| 3                | Mathis Henno     | 9                | Francia          |
| 3                | Jakub Majchrzak  | 9                | Polonia          |